# International Lesbian Information Service
L'International Lesbian Information Service (ILIS) est une organisation internationale qui visait à favoriser l'organisation internationale des lesbiennes. Il a été lancé au sein de l'International Lesbian, Gay, Bisexual, Trans and Intersex Association (ILGA) en 1980,,,. L'année suivante, lors d'une conférence lesbienne distincte organisée avant la conférence ILGA de Turin, les organisations lesbiennes ont décidé que l'ILIS devraient devenir une organisation distincte,.

## Histoire
L'ILIS a organisé onze conférences internationales en Europe et a soutenu des conférences lesbiennes en Amérique latine et en Asie par le biais de leurs réseaux régionaux (Latin America Network et Asian Lesbian Network).
À ⁣⁣Turin⁣⁣, en 1981, les critiques concernant le manque de visibilité des lesbiennes dans le mouvement gay, ainsi que le coût de la participation des lesbiennes activistes aux conférences de l'ILGA ont conduit à la séparation de l'ILIS de l'ILGA. Paola Bachetta se souvient avoir quitté ILGA pour former ILIS également en réaction au manque d'inclusivité envers les problèmes postcoloniaux. Par la suite, les conférences ILIS suivantes ont inclus des ateliers intersectionnels sur le racisme, la lesbophobie et les questions postcoloniales.
L'ILIS était représentée à la Conférence unie de 1985 sur la condition de la femme, à la suite de la décision de tendre la main aux lesbiennes non occidentales. En 1986, la conférence ILIS de Genève a levé des fonds pour viser la participation de lesbiennes originaires de pays postcoloniaux. L'un des principaux thèmes de la conférence était « L'exil politique des lesbiennes de tous les pays ». Les conférences suivantes ont dû faire face à certaines critiques concernant des hypothèses non contestées : le fait que les conférences étaient destinées aux lesbiennes démunies et ne prenaient pas en considération d'autres types d'expressions lesbiennes sous des régimes oppressifs et le fait que les pays occidentaux étaient présentés comme des sauveurs des pays du tiers monde.
Les activités semblent s'être progressivement arrêtées à la fin des années 1990, leur dernier bulletin d'information ayant été publié en 1998.
Le secrétariat de l'ILIS, qui a également coordonné la publication de bulletins d'information réguliers,, a effectué la rotation suivante :
- Amsterdam 1980-81. Coordonné par Interpot. Publication du service de pochoir bon marché ILIS[11]
- Helsinki 1981-3. Publication du bulletin ILIS.
- Oslo 1984. Publication du bulletin ILIS.
- Genève 1985-86. Coordonné par Vanille-Fraise. Publié le Bulletin ILIS sous Clit 007[12],[13],[14],[15],[16]
- Amsterdam 1987-1998. Coordonné par Interpot. Publication du bulletin ILIS.

## Conférences
Conférences lesbiennes internationales organisées par ILIS en Europe en collaboration avec des organisations lesbiennes locales, représentations d'ILIS à trois conférences mondiales des Nations unies sur les femmes, aux conférences lesbiennes d'Amérique latine et d'Asie qui ont été organisées soit avec l'aide de ILIS ou auxquels ont participé les groupes membres de l'ILIS :
- 1980: 5-6 avril - Création de ILIS à IGA (maintenant ILGA) Barcelona Conference, Espagne
- 1980: 14-30 juillet - ILIS à la Conférence mondiale des Nations unies sur les femmes à Copenhague, Danemark
- 1980: 27-31 décembre - Conférence ILIS à Amsterdam, Pays-Bas
- 1981: 15-17 avril - Conférence ILIS à Turin, Italie (ILIS se sépare de l'IGA)[17],[18],[19]
- 30 décembre 1981 - 3 janvier 1982 Conférence ILIS à Lichtaart, Belgique
- 1982: 3-5 septembre - Conférence ILIS à Sheffield, Angleterre
- 1983: 1-4 avril - Conférence ILIS à Paris, France
- 30 décembre 1983 - 1er janvier 1984 réunion d'action internationale de l'ILIS à Amsterdam, Pays-Bas
- 1984: 19-23 avril - Conférence ILIS à Stockholm, Suède[20]
- 1985: 4-8 avril - Conférence ILIS à Cologne, Allemagne
- 1985: 15-26 juillet - ILIS à la Conférence mondiale des Nations unies sur les femmes à Nairobi, Kenya
- 1986: 25-28 mars - Conférence ILIS à Genève, Suisse. Création de réseaux régionaux latino-américains et asiatiques[21]
- 1987: 14-16 octobre - Première réunion des féministes lesbiennes d'Amérique latine, des Caraïbes et de Chicana à Mexico, Mexique
- 1988: 18-22 août - Conférence régionale européenne ILIS à Amsterdam, Pays-Bas
- 1988: 2 octobre - Création du sous-groupe ILIS Asie, basé à Amsterdam
- Décembre 1988 - mars 1989 Création du sous-groupe ILIS Amérique latine, basé à Amsterdam
- 1990: 18-22 janvier - Conférence ILIS à Ljubljana, Yougoslavie (sources contradictoires quant à la tenue de cette conférence)
- 1990: 11-13 avril - Deuxième conférence latino-américaine au Costa Rica
- 1990: 7-10 décembre - Première conférence du Réseau des lesbiennes asiatiques (ALN) à Bangkok, Thaïlande
- 1991: 21-25 mars - Conférence ILIS à Barcelone, Espagne
- 1991: 28 août - Première réunion du sous-groupe ILIS Zami à Amsterdam, Pays-Bas
- 1992: 3-5 mai - Deuxième conférence ALN à Tokyo, Japon
- 1992: 14-16 août - Troisième conférence latino-américaine à Porto Rico
- 1995: 11-15 août - Troisième conférence ALN à Wulai, Taiwan
- 1995: 4-15 septembre - ILIS à la Conférence mondiale des Nations unies sur les femmes à Beijing, Chine